# Ruf Automobile

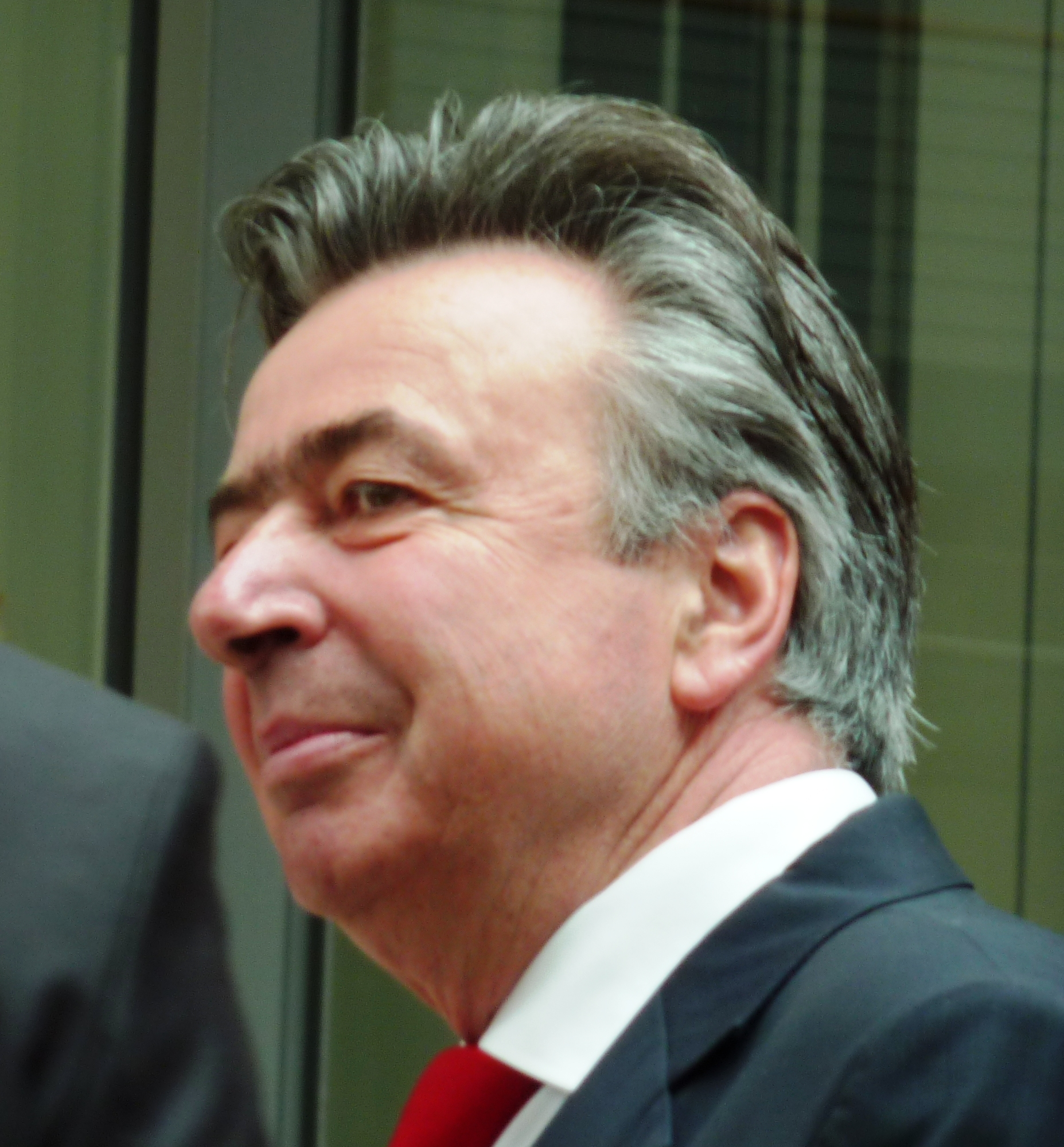
Alois Ruf (jun.) 2010

RUF Automobile GmbH – firma założona w 1939 roku zajmująca się tuningiem samochodów osobowych firmy Porsche. Jej produkty zaliczają się do najlepszych samochodów nieseryjnych. Ma swoją siedzibę w Pfaffenhausen, niedaleko Bawarii w Niemczech.

## Lista modeli
- CTR (znany też pod nazwą CTR Yellowbird)

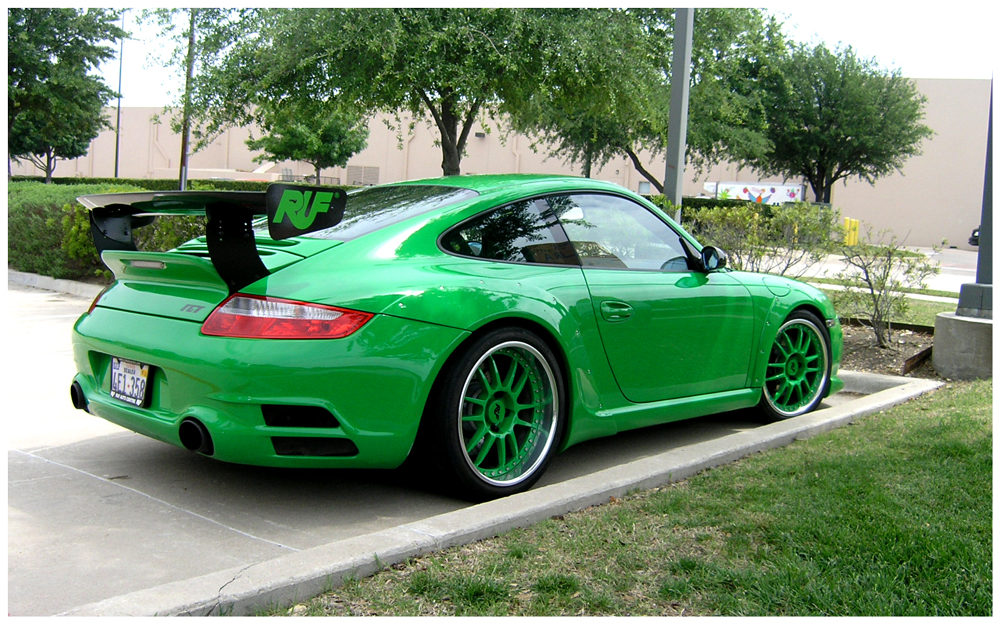
2007 RGT
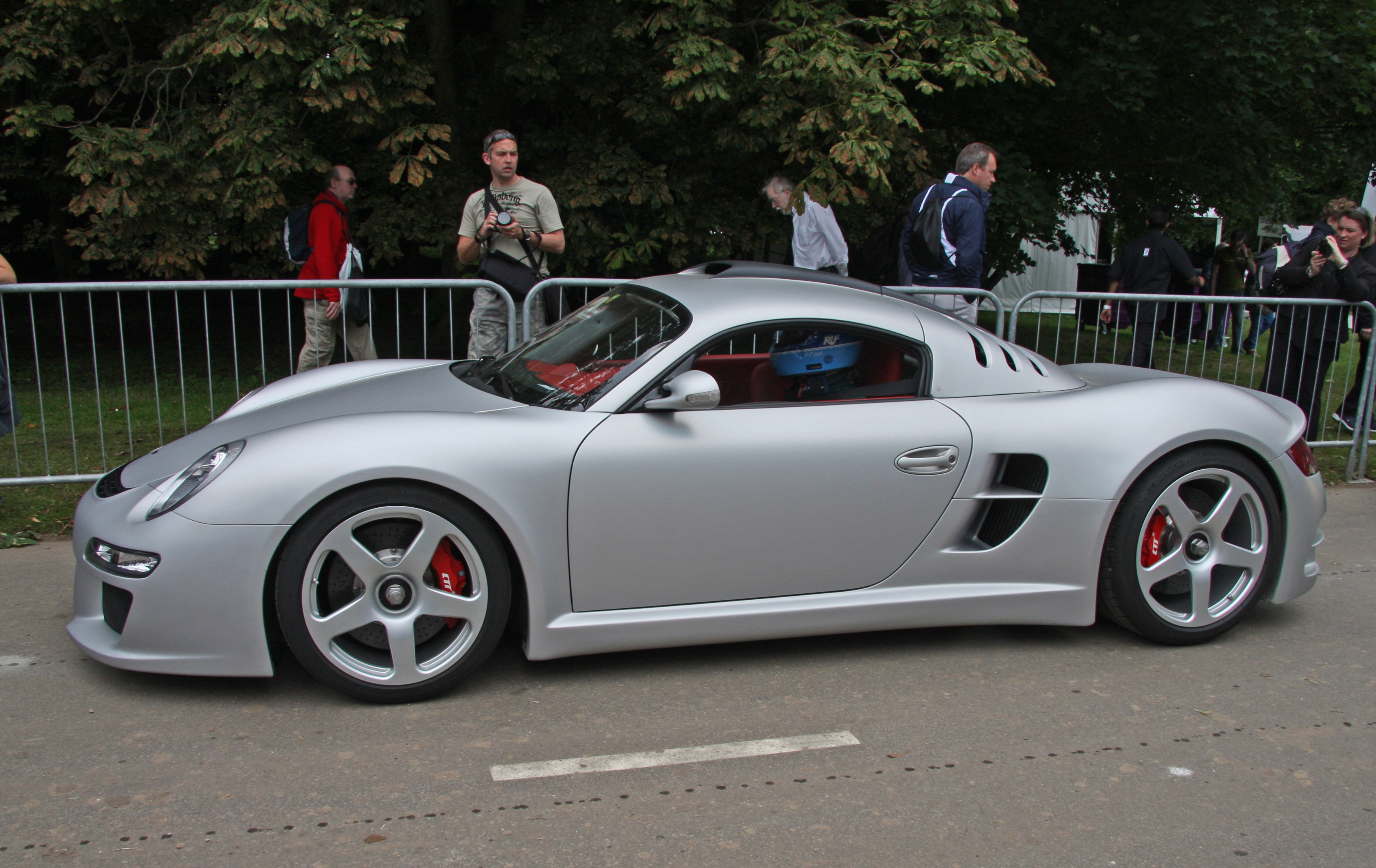
2008 CTR3

- CTR2
- CTR3
- RGT
- BTR
- Turbo R
- R Kompressor
- RTurbo
- Rt 12
- 3400S
- 3600S
- RK Coupe/Spyder
- Greenster
- Dakara

- 2007 RGT
- 2008 CTR3